# Нежная улыбка (фильм, 1932)
«Нежная улыбка» (англ. Smilin' Through) — американская романтический фильм 1932 года Сидни Франклина, базирующаяся на одноимённой пьесе 1919 года Джейн Коул и Джейн Мерфин. Адаптацией пьесы и написанием сценария занимались Дональд Огден Стюарт и Эрнест Войда. Фильм был выдвинут на премию Американской киноакадемии в номинации лучший фильм. Картина собрала в прокате в общей сложности 2 миллиона долларов при бюджете в 851 тысячу долларов.
Фильм является ремейком более ранней немой версии 1922 года с Нормой Толмадж в главной роли, также снятой Франклином.

## Сюжет
Вдовец Джон 30 лет живёт один после смерти супруги. Его давний друг доктор Оуэн убеждает Джона удочерить Кэтлин, осиротевшую племянницу его покойной супруги. Повзрослев, Кэтлин начинает встречаться с сыном заклятого врага Джона, который виновен в смерти его супруги. Тогда Джон всеми силами пытается прервать отношения своей племянницы.

## В ролях
- Норма Ширер — Кэтлин
- Фредрик Марч — Кеннет Уэйн
- Лесли Говард — Джон Картерет
- О.П. Хегги — доктор Оуэн
- Ральф Форбс — Уилли Эйнли
- Берил Мерсер — миссис Крауч
- Маргарет Седдон — Эллен
- Форрестер Харви — санитар